# Готопп, Альберт
Альберт Готопп (нем. Albert Hotopp; 20 сентября 1886, Берлин, Германия — после 1 августа 1942, СССР) — немецкий писатель из рабочей среды. Коммунист, репрессированный в СССР.

## Биография
Родился в семье кузнеца. Выучившись на официанта, работал по профессии до 1904 года, после чего отправился в Бремен, где стал промышленным рабочим, а затем устроился в торговый флот пожарным и матросом. Побывав в Великобритании, где на него произвела сильное впечатление забастовка рабочих, Готопп вступил в СДПГ и начал работать монтёром железнодорожных сигнальных установок. В 1912 году вышел из СДПГ и некоторое время симпатизировал анархо-синдикалистским течениям, наряду с этим сотрудничая в профсоюзной прессе. С началом Первой мировой войны был призван в армию и служил на фронте радистом.
В 1918 году участвовал в Ноябрьской революции и вступил в НСДПГ. В 1920 году перешёл в КПГ. В это время он работал кочегаром и крановщиком, параллельно активно участвуя в деятельности заводского совета. После забастовки 1923 года был арестован по обвинению в подготовке к государственной измене и приговорён к четырём годам тюремного заключения, которое отбывал в Котбусе. В это время появились первые рассказы Готоппа, публиковавшиеся в газете Die Rote Fahne. В 1926 году Готопп был досрочно освобождён, после чего работал политическим руководителем КПГ в берлинском округе Пренцлауэр-Берг, а также являлся депутатом городского совета. Входил в Союз красных фронтовиков, а с 1928 года также в Союз пролетарских революционных писателей; в этот период у Готоппа завязалась тесная дружба с писателем Вилли Бределем.
После прихода нацистов к власти книги Готоппа попали в список книг, подлежащих сожжению. Сам Готопп перешёл на нелегальное положение, а в феврале 1934 года иммигрировал в Советский Союз. Там он сначала работал в издательствах, выпускающих литературу на немецком языке, а с 1936 года был преподавателем немецкого языка и деканом в Московском государственном педагогическом институте иностранных языков.
22 мая 1941 года был арестован и 1 августа 1942 года решением особого заседания Верховного суда СССР как мнимый «враг народа» и «агент гестапо» приговорён к расстрелу. Однако документов о приведении приговора в исполнение до сих пор не найдено.
Как писатель Готопп известен в первую очередь благодаря роману «Баркас Ли Г. Ф. 13», в реалистическом стиле описывающему жизнь на море в коммунистической перспективе. В Советском Союзе вышли три сборника рассказов, темами которых были жизнь рабочих, пережитое на войне и сопротивление антифашистов нацизму.
Готопп был женат, отец двух дочерей — Герды и Кете. Осенью 1941 года семью Готоппа депортировали в Казахстан. Супруга Готоппа Гертруда (урожденная Хон) в конце 1955 года выехала из СССР в ГДР.

## Книги
- Готоп А. Баркас Ли Г. Ф. 13: Роман = Fischkutter H.F. 13. – Berlin, 1930 / Авториз. пер. с нем. рукописи Д. Усова. — М.—Л.: Гос. изд. худ. лит-ры, 1931. — 256 с. — 5000 экз.[6]
- Бури над морем. — Энгельс, 1933.
- Непобедимые. — Энгельс, 1935.
- Флюгарка «Z». — М., 1936.